# ブッシュミート

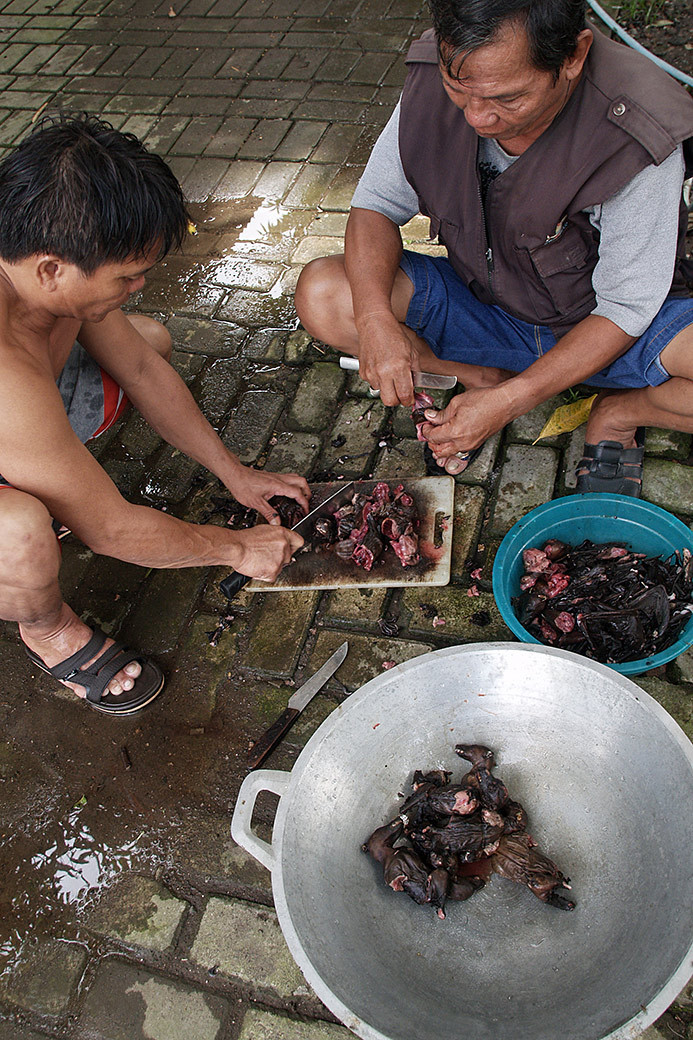
インドネシアでの食用コウモリの調理の様子。インドネシアではオオコウモリの心臓が喘息の薬として用いられる他、その全身を食用とする。

ブッシュミート（英: bushmeat）は、野生動物から得る食肉のことであり、ゲームミートとも呼ばれる。哺乳類、爬虫類、両生類、鳥類などの狩猟により得る。
地域によって日々の栄養源として、あるいは高級食材として流通している。
感染症の動物からヒトへの感染経路でもあると考えられている。

## 用語
ブッシュミートという語は主に、ヨーロッパ大陸、アメリカ大陸、アジア、アフリカ大陸においてゲーム、食用あるいは商業目的で狩られた野性、もしくは野生化した動物の食肉を指すが、ガーナ、象牙海岸、ナイジェリアなどの西アフリカで広く食用として採取、流通しているメノウアフリカマイマイもその代表的なものとして含まれる。野生動物の狩猟においてはアンマンで2000年10月に開かれたIUCNの総会の決議 2.64 では、ブッシュミートではなくワイルドミートという語が用いられている。より一般的には、ゲームミート (このゲームはジビエの意) という語も用いられる。西アフリカおよび中央アフリカの熱帯において絶滅危惧種が関わっているものを指す際にはブッシュミート危機 (bushmeat crisis) という語も使われているが、これは21世紀に入ってから問題が加速し、国際的な広がりを見せているからである。

## 地域
アフリカにおけるブッシュミートの流通量は、2000年時点で年間100〜500万トンと推定されている。国際林業研究センター (Center for International Forestry Research, CIFOR) の2014年の報告ではコンゴ盆地での年間消費量が年間約500万トンである。
国によってはブッシュミートが主要な動物性たんぱく質源であり、その生産と流通は経済的にも重要な位置を占める。1994年の研究ではガボンでのその経済規模は5000万米ドルであり、家畜を含めた全食肉流通量の半分以上がブッシュミートであった。またブッシュミートのうち約20%が霊長類 (サル目) であった。

### 朝鮮民主主義人民共和国
密輸取締強化以後の朝鮮民主主義人民共和国慈江道では食料が欠乏しており、ハリネズミやトカゲなどを煮る・生食するなど貴重なタンパク源として摂取することが横行しており、回虫などの寄生虫に感染した事例もある。

## 感染症との関わり
野生動物は人間の管理下になく衛生管理がなされていないため、危険な病原体を保有している可能性が高い。
特にレトロウイルスはゲノムの変異が起こりやすく、多くの人獣共通感染症を引き起こしている。1990年代のコンゴ盆地とガボンにおけるエボラ出血熱の爆発的感染はチンパンジーの食肉加工とその食用が引き金であったと考えられている。中央アフリカで猟師がヒトTリンパ好性ウイルスに感染した例はサルとの接触あるいは接近が原因と考えられている。
ヒトを含めて野生動物を日常的に食する習慣から、ウイルスや細菌性の感染症にかかるリスクがわかってきている。さらに野生動物を家畜化して人間の管理下に置くことで、蚊を媒介とする感染症にかかる畜産物について病原体を駆除する方法も歴史的に開発されてきている。中華人民共和国においては、ヒトが野生動物を食する習慣を一掃する取り組みと同時に内陸部における所得の向上策がおこなわれている。

## 野性動物への影響

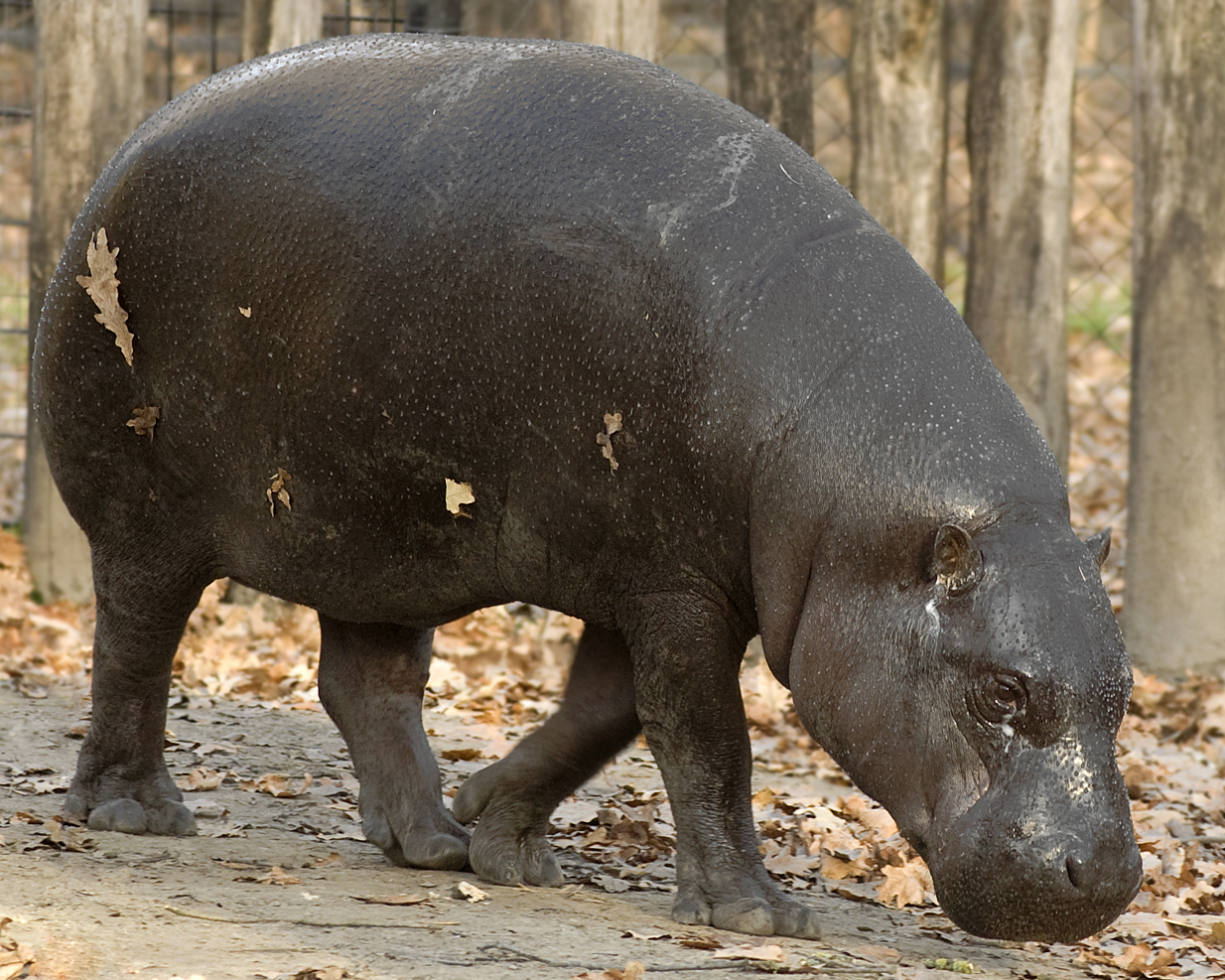
リベリアのコビトカバは食料としての密猟が問題となっている。国際自然保護連合によれば、野性のコビトカバの個体数は3000以下になっていると推定されている。

野生動物の狩猟と販売による生物多様性への悪影響が指摘されている。 
食用として狩猟の対象となっている動物は多く、そのために絶滅が危惧されるものも多い。
リベリアでは食用としてゾウ、コビトカバ、チンパンジー、ヒョウ、ダイカー (ウシの仲間) やサルなどが狩猟の対象となり、食用となっている。リベリアの森林警備隊によれば、ブッシュミートの密猟者は森で見かけた動物なら種類を問わずすべて狩っている。